# 天主教莫斯塔尔-杜夫诺教区
天主教莫斯塔爾-杜夫諾教區（拉丁語：Dioecesis Mandetriensis-Dumnensis o Dalminiensis）是波斯尼亞和黑塞哥維那一個羅馬天主教教區，屬薩拉熱窩總教區。
此教區始於6世紀，時稱杜夫諾教區，1881年7月5日易名。特雷比涅-姆爾坎教區於1890年7月8日併入此教區，此教區的教區主教自動成為特雷比涅-姆爾坎教區的宗座署理。
教區管轄黑塞哥維那北部，教座位於莫斯塔爾。兩教區於2004年時有208,226名教友（佔轄區人口43.3%）、81個堂區和229名司鐸。
現任教區主教為伯多祿·帕利奇，榮休主教為拉特科·佩里奇。
著名的聖母朝聖地默主哥耶位於此教區。